# Telmex
Teléfonos de México, S.A.B. de C.V. (NYSE: TMX) o Telmex és una empresa mexicana de telecomunicacions que en proveeix serveis a Mèxic i altres països de l'Amèrica Llatina, com ara Argentina, Brasil, Colòmbia, Equador, Perú, Xile i als Estats Units. A més de proveir servei telefònic de línia fixa, també ofereix Internet, transmissió i allotjament de dades i IPTV.
Telmex es fundà el 1947 quan un grup d'inversors mexicans comprà la branca mexicana de l'empresa sueca d'Ericsson, els quals el 1950 compraren la branca mexicana de la corporació d'ITT, convertint-se així en l'única empresa telefònica del país. El 1972 fou nacionalitzada, i convertida en monopoli públic. El 1990, fou privatitzada i comprada principalment per Carlos Slim. Tot i ser una empresa pública, encara conserva més el 70% del mercat de telefonia mexicà. Alguns competidors són Axtel, Maxcom, Megacable i Cablecom.